# Déjate llevar (canción)
Déjate llevar es una canción publicada en "Más guapa" la reedición del cuarto álbum de estudio del grupo de pop español "La Oreja de Van Gogh". Fue un descarte de su primer álbum, Dile al Sol, al igual que numerosas canciones.

## Información de la canción
Esta canción es un canto a la rebeldía contra la rutina, a pasárselo bien, no seguir con lo mismo de siempre y dejarse llevar por el instinto. Estuvo incluida en el sencillo El 28 junto a la canción homónima y a Pesadilla (canción).

Fue tocada, como numerosos descartes más, en el Tour Dile al Sol, como canción número 15.
- Datos: Q5815602